# Santa Maria Madalena
Santa Maria Madalena es un municipio brasileño del Estado de Río de Janeiro.